# استار تی‌وی
استار تی‌وی (به ترکی استانبولی: Star TV) تلویزیونی خصوصی ترکیه که در یکم مارس سال ۱۹۸۹ توسط احمد اوزال و جم اوزان افتتاح شد. این شبکه اولین کانال تلویزیونی خصوصی ترکیه می‌باشد. از سال ۲۰۱۱ این شبکه در مالکیت شرکت دوغوش هلدینگ (به ترکی استانبولی: Doğuş Grubu) است که به قیمت ۳۲۷ میلیون دلار از شرکت دوغان هولدینگ (به ترکی استانبولی: Doğan Holding) خریداری نمودند. از جدیدترین و پربازدیدترین برنامه‌های این کانال می‌توان به ایبو شو اشاره کرد. این کانال یکی از قدیمی‌ترین و پر مخاطب‌ترین شبکه‌های ترکیه است.

## سریال‌های پخش‌شده
برخی از سریال‌های محبوب پخش‌شده از کانال استار تی‌وی ترکیه
- داستان جزیره: به انگلیسی island tale
- عروس استانبول: به انگلیسی İSTANBULLU GELİN
- منو ببخش: به انگلیسی BENİ AFFET
- عشق اجاره‌ای: به انگلیسی Love rented
- عشق بی‌پایان: به انگلیسی Kara Sevda
- ماه پیکر: به انگلیسی Muhtesem Yüzyıl: Kösem
- سلطان قلبم: به انگلیسی Kalbimin Sultanı
- دروغ شیرین من: به انگلیسی BENİM TATLI YALANIM
- پرنده سحرخیز: به انگلیسی ERKENCİ KUŞ
- کلاغ: به انگلیسی KUZGUN
- خواهرزاده ها: به انگلیسی KARDEŞ ÇOCUKLARI
- دروغگو های کوچک شیرین
- حیاط: به انگلیسی AVLU
- جنایت های اتفاق افتاده: به انگلیسی UFAK TEFEK CİNAYETLER
- فضیلت خانم و دخترانش: به انگلیسی Fazilet Hanim Ve Kizlari
- اسمشو تو بذار: به انگلیسی ADINI SEN KOY
- جسور و زیبا: به انگلیسی Cesur ve Güzel
- زندگی گاهی شیرینه  : به انگلیسی Hayat bazen tatlidir
- مرا بشنو : به انگلیسی Duy Beni